# Corallistes thomasi
Corallistes thomasi är en svampdjursart som beskrevs av William Johnson Sollas 1888. Corallistes thomasi ingår i släktet Corallistes och familjen Corallistidae.
Artens utbredningsområde är havet kring Indonesien. Inga underarter finns listade i Catalogue of Life.